# Hercule et le Cercle de feu
 (mars 2025).
Si vous disposez d'ouvrages ou d'articles de référence ou si vous connaissez des sites web de qualité traitant du thème abordé ici, merci de compléter l'article en donnant les références utiles à sa vérifiabilité et en les liant à la section « Notes et références ».
Série Hercule
Hercule et le Royaume oublié
(1994) Hercule et le Monde des ténèbres
(1994)
Pour plus de détails, voir Fiche technique et Distribution.
Hercule et le Cercle de feu (Hercules and the Circle of Fire) est un téléfilm américain réalisé par Doug Lefler.

## Synopsis
L'heure est grave pour les hommes : un à un, tous les feux de la cité s'éteignent sous le souffle d'un vent glacial. Seul le temple d'Héra conserve son foyer intact. Hercule refuse de laisser faire une telle injustice et promet de ramener le feu.

## Fiche technique
- Titre original : Hercules and the Circle of Fire
- Réalisation : Doug Lefler
- Scénario : Andrew Dettmann, Barry Pullman, Daniel Truly
- Durée : 85 minutes
- Pays :  États-Unis,  Nouvelle-Zélande
- Date de sortie[1] :
  -  États-Unis : 31 octobre 1994
  -  France : 20 janvier 1996 sur TF1

## Distribution
- Kevin Sorbo (VF : Jérôme Keen) : Hercule
- Tawny Kitaen : Déjanire
- Anthony Quinn (VF : Henry Djanik) : Zeus
- Stephanie Barrett : Phèdre
- Mark Ferguson : Prométhée
- Alexander Gandar : Telemon
- Kevin Atkinson : Chiron
- Kerry Gallagher : Amalthea
- Martyn Sanderson : Thespius
- Lisa Chappell : La 1ère fille
- Kim Michalis : La 2ème fille
- Leticia Bridges : La 3ème fille
- Sharon Tyrell (VF : Denise Metmer) : La prêtresse du temple d'Héra
- Mark Newnham : Antée (voix)
- Christopher Brougham : Janus le sorcier

 Source et légende : version française (VF) sur RS Doublage